# Prêmio Alice Wilson
O Prêmio Alice Wilson, instituído em 1991, é uma distinção concedida pela Sociedade Real do Canadá para uma mulher de competência excepcional que empreendeu uma carreira erudita ou de pesquisa após um doutorado.
A distinção foi estabelecida em memória à paleontóloga e geóloga Alice Wilson (1881-1964), a primeira mulher eleita membro da Sociedade Real do Canadá (1938). A homenageada, além das suas contribuições na pesquisa, trouxe a geologia ao público, especialmente às crianças.
O Prêmio, um diploma, é conferido anualmente se houver uma candidata que preencha os requisitos. Além do diploma, a agraciada recebe a quantia em dinheiro de $1.000.

## Laureadas
| - 1991 - Monique Doré-Sirois - 1992 - Susan M. Bradley - 1993 - Victoria L. McGeer - 1994 - Elizabeth Lee Irving - 1995 - Susan Kaminskyj - 1996 - Katherine Osler Acheson - 1997 - Dorothy Reimer - 1998 - Tamara Grand | - 1999 - Kari S. Krogh - 2000 - Nancy N. Berg - 2001 - Kathryn E. Preuss - 2002 - Indra K. McEwen - 2003 - M. Joan Saary - 2004 - Miaki Ishii - 2005 - Candice L. Odgers - 2006 - Teresa Liu-Ambrose |